# Resaca
Resaca és una població dels Estats Units a l'estat de Geòrgia. Segons el cens del 2000 tenia 815 habitants.

## Demografia
Segons el cens del 2000, Resaca tenia 815 habitants, 263 habitatges, i 189 famílies. La densitat de població era de 114 habitants/km².
Dels 263 habitatges en un 37,3% hi vivien nens de menys de 18 anys, en un 43,7% hi vivien parelles casades, en un 20,2% dones solteres, i en un 28,1% no eren unitats familiars. En el 23,2% dels habitatges hi vivien persones soles el 8,7% de les quals corresponia a persones de 65 anys o més que vivien soles. El nombre mitjà de persones vivint en cada habitatge era de 2,73 i el nombre mitjà de persones que vivien en cada família era de 3,14.
Per edats la població es repartia de la següent manera: un 26,3% tenia menys de 18 anys, un 10,4% entre 18 i 24, un 27,9% entre 25 i 44, un 18,2% de 45 a 60 i un 17,3% 65 anys o més.
L'edat mediana era de 34 anys. Per cada 100 dones de 18 o més anys hi havia 86,6 homes.
La renda mediana per habitatge era de 30.170 $ i la renda mediana per família de 30.938 $. Els homes tenien una renda mediana de 22.321 $ mentre que les dones 20.132 $. La renda per capita de la població era de 13.052 $. Entorn del 8,6% de les famílies i l'11,3% de la població estaven per davall del llindar de pobresa.

## Poblacions més properes
El següent diagrama mostra les poblacions més properes.